# Internationale Gesellschaft für Religionspsychologie
Die Internationale Gesellschaft für Religionspsychologie ist eine Gesellschaft zur Förderung der Religionspsychologie. Ihr voller Name lautet „Internationale Gesellschaft für Religionspsychologie – The International Association for the Psychology of Religion“.

## Mitglieder, Zielsetzung und Aktivitäten
Die Gesellschaft versteht sich als interdisziplinäre Vereinigung. Mitglieder sind Akademiker aller Fachrichtungen, nicht nur Theologen und Psychologen.
Die Gesellschaft soll ausdrücklich Religionspsychologie in ihrer ganzen Breite fördern, ohne dabei Beschränkungen thematischer oder methodischer Art zu setzen. Dazu werden internationale Kongresse zum Thema Religionspsychologie veranstaltet und eine Zeitschrift herausgegeben. Ein von der Gesellschaft verliehener Preis ist für religionspsychologische Arbeiten vor allem junger Wissenschaftler vorgesehen.

## Archiv für Religionspsychologie
Die Internationale Gesellschaft für Religionspsychologie gibt die Zeitschrift Archives for the Psychology of Religion – Archiv für Religionspsychologie heraus, eine der weltweit ältesten Zeitschriften für Religionspsychologie. Das Periodikum ist dreisprachig angelegt. Seit 2003 erscheint jährlich ein Band im niederländischen Verlag Brill in englischer, französischer und deutscher Sprache.

## Godin-Preis
Der Godin-Preis wurde seit 1967 durch den belgischen Religionspsychologen André Godin (1905–1997) als „Quinquennial Prize for the Scientific Psychology of Religion“ verliehen. Seit Godins Tod 1997 trägt er dessen Namen und wird durch die Internationale Gesellschaft für Religionspsychologie für hervorragende religionspsychologische Monografien oder fünf Zeitschriftenartikel eines Autors verliehen. Der Godin-Preis ist mit 1000 Euro dotiert.

## Vorstand
Die Gesellschaft wird durch einen siebenköpfigen Vorstand geleitet, der im Turnus von drei Jahren neu gewählt wird. Mitglieder (Stand 2010) sind:
Jozef Corveleyn, James W. Jones,  Herman Westerink, Marinus H.F. van Uden, Vassilis Saroglou, Mario Aletti, Hans A. Alma.

## Geschichte
Im Zuge der Entstehung der Psychologie im 19. Jahrhundert entstand auch die Religionspsychologie, zu der die Gründungsväter der Psycholpogie wie Gustav Theodor Fechner, Wilhelm Wundt oder Hermann Ebbinghaus erste Beiträge lieferten. Ein frühes Zeichen der Instutionalisierung des Themengebietes der Religionspsychologie war die Gründung einer Zeitschrift für Religionspsychologie, deren erster Band zu Grenzfragen der Theologie und Medizin 1908 in der Verlagsbuchhandlung Carl Marhold erschien und deren sechster und letzter Band 1912–13 von dem Verlag Johann Ambrosius Barth in Leipzig herausgegeben wurde.
Ein weiterer Institutionalisierungsschritt war 1914 die in Nürnberg auf Initiative des evangelischen Pfarrers Wilhelm Stählin erfolgte Gründung einer Gesellschaft für Religionspsychologie; beteiligt waren internationale Wissenschaftler, auch aus den Vereinigten Staaten. Ebenfalls 1914 erschien im Verlag Mohr in Tübingen unter der Herausgeberschaft von Stählin und Kurt Koffka  der erste Band des als Zeitschrift geplanten Archiv für Religionspsychologie. Der Erste Weltkrieg verhinderte zunächst weitergehende Aktivitäten fast vollständig, da die führenden Mitglieder des Vorstandes zum Militär eingezogen wurden. Erst 1921, als die Gesellschaft beinahe zerfallen war, erschien ein zweiter und ein dritter Band des Archivs.
1927 übergab Stählin die Leitung der Organisation – mittlerweile Internationale Gesellschaft für Religionspsychologie bezeichnet – an den ebenfalls evangelischen Theologen Werner Gruehn. Unter Gruehns Führung waren die Zielsetzung der Gesellschaft stark eingeschränkt auf dessen inhaltliche Interessen und seinen empirisch-methodischen Ansatz. Dennoch erschienen zwischen 1929 und 1936 drei weitere Bände der Zeitschrift, diese Male betitelt mit dem Zusatz „und Seelenführung“. Während des Zweiten Weltkriegs erlahmten die Aktivitäten der Gesellschaft erneut. Auch nach Kriegsende konnte Gruehn – trotz einiger Anläufe – weder Tagungen organisieren, noch weitere Bände des Archivs herausgeben.
Kurz vor seinem Tod 1961 betraute Gruehn den Katholiken Wilhelm Keilbach mit der Neuorganisation der Gesellschaft. Im folgenden Jahr erschien Band 7 des Archivs, es folgten Tagungen und in Abständen von etwa zwei bis drei Jahren weitere Bände, die aber auf Beiträge eines kleinen Kreises von Wissenschaftlern beschränkt blieben und eher den Charakter von Tagungsberichten hatten. Eine grundlegende Erneuerung der Gesellschaft fand nicht statt. Die Kritikpunkte einer zu starken Fixierung auf die deutsche Sprache, einer undemokratischen Satzung und einer Zementierung der Führungsstrukturen in deren Folge führten zu einer Spaltung in den 1970er Jahren. Es formierte sich eine Gruppe junger Wissenschaftler, die „European Psychologists of Religion“, die sich zwar nicht als Opposition zur Gesellschaft für Religionspsychologie verstand, aber zunehmend mit den ins Abseits des Forschungsbetriebs geratenen älteren Mitgliedern nichts mehr anfangen konnte.
Eine Konferenz in Soesterberg im Jahr 2001 leitete die mittlerweile dritte Erneuerung der Gesellschaft ein. Eine neue Satzung mit erneuerten Wahlmodalitäten stellt sicher, dass dem Vorstand nicht immer die gleichen Personen angehören. Das Archiv für Religionspsychologie erscheint nunmehr als regelmäßige redigierte wissenschaftliche Zeitschrift, die Beiträge von außerhalb der Gesellschaft gleichermaßen berücksichtigt. Das Themenspektrum der Gesellschaft unterliegt nunmehr keinen Beschränkungen.